# Jorge Romero Sáez
Jorge Romero Sáez (Córdoba, 15 de diciembre de 1984), más conocido como Jorge Romero, es un entrenador de fútbol español.

## Trayectoria
Jorge Romero es un técnico cordobés con dilatada experiencia por las categorías inferiores del Córdoba CF pese a ser muy joven. Se forjó en el Don Bosco y de ahí pasó al Córdoba Club de Fútbol, aterrizó en el Córdoba CF la temporada 2009-2010 como entrenador del Cadete B, para posteriormente continuar otras dos temporadas más al frente del Cadete A, además de sumar varias temporadas haciendo las funciones de "scouting", es decir, el trabajo de análisis de los distintos rivales a los que se enfrenta el primer equipo.
Durante la temporada 2015-16, formó parte del cuerpo técnico de Luis Carrión cuando este tomó por primera vez las riendas del segundo equipo cordobesista.
En marzo de 2017, tras la destitución de Carlos Losada como entrenador del filial, se convierte en entrenador del Córdoba CF B para salvarlo del descenso a Tercera División, realizando un gran final de temporada para mantener al conjunto andaluz en el Grupo IV de Segunda B. Tras salvarlo del descenso, el técnico de la cantera renueva su contrato por tres temporadas.
Comienza la temporada 2017-18 como entrenador del Córdoba CF B, pero tras la destitución de Juan Merino al frente del primer equipo en diciembre de 2017, pasa a ser el entrenador del primer equipo, que entonces ocupaba el puesto de colista de Segunda División. Comandó el conjunto califal durante nueve encuentros, antes de ceder el testigo a José Ramón Sandoval en febrero de 2018, en aquella temporada en la que el equipo blanquecerse tiró de épica y terminó logrando una agónica salvación.
En julio de 2019, se compromete como entrenador del Agrupación Deportiva Alcorcón B de la Tercera División de España.
El 30 de julio de 2020, se convierte en entrenador del Real Madrid Club de Fútbol Juvenil "A" de la División de Honor Juvenil de España.
El 20 de julio de 2021, firma por la Agrupación Deportiva Alcorcón B de la Tercera División RFEF.
El 20 de septiembre de 2021, tras la destitución de Juan Antonio Anquela al frente del primer equipo, Jorge es nombrado entrenador de la Agrupación Deportiva Alcorcón de la Segunda División de España.
El 2 de noviembre de 2021, es destituido como entrenador de la Agrupación Deportiva Alcorcón de la Segunda División de España.
El 4 de octubre de 2022, firma por el Universidad Católica de Murcia Club de Fútbol de la Segunda División RFEF, tras la destitución de Molo. El 29 de marzo de 2023, sería destituido después de 6 partidos sin conseguir la victoria.

## Clubes como entrenador
| Club                                          | País   | Año       |
| --------------------------------------------- | ------ | --------- |
| Córdoba CF (asistente)                        | España | 2015-2016 |
| Córdoba CF "B"                                | España | 2017      |
| Córdoba CF                                    | España | 2017-2018 |
| Agrupación Deportiva Alcorcón B               | España | 2019-2020 |
| Real Madrid Club de Fútbol Juvenil "A"        | España | 2020-2021 |
| Agrupación Deportiva Alcorcón B               | España | 2021      |
| Agrupación Deportiva Alcorcón                 | España | 2021      |
| Universidad Católica de Murcia Club de Fútbol | España | 2022-2023 |